# Totowa
Totowa ist eine Stadt im Passaic County, New Jersey, USA. Das U.S. Census Bureau ermittelte bei der Volkszählung 2020 eine Einwohnerzahl von 11.065.

## Geographie
Nach dem United States Census Bureau hat die Stadt eine Gesamtfläche von 10,5 km², wovon 10,4 km² Land und 0,1 km² (1,23 %) Wasser ist.

## Demographie
Nach der Volkszählung von 2000 gibt es 9.892 Menschen, 3.539 Haushalte und 2.643 Familien in der Stadt. Die Bevölkerungsdichte beträgt 954,8 Einwohner pro km². 93,40 % der Bevölkerung sind Weiße, 1,12 % Afroamerikaner, 0,02 % amerikanische Ureinwohner, 2,26 % Asiaten, 0,00 % pazifische Insulaner, 1,97 % anderer Herkunft und 1,22 % Mischlinge. 6,37 % sind Latinos unterschiedlicher Abstammung.
Von den 3.539 Haushalten haben 26,4 % Kinder unter 18 Jahre. 60,3 % davon sind verheiratete, zusammenlebende Paare, 10,5 % sind alleinerziehende Mütter, 25,3 % sind keine Familien, 21,8 % bestehen aus Singlehaushalten und in 12,5 % Menschen sind älter als 65. Die Durchschnittshaushaltsgröße beträgt 2,63, die Durchschnittsfamiliengröße 3,09.
18,3 % der Bevölkerung sind unter 18 Jahre alt, 7,0 % zwischen 18 und 24, 28,3 % zwischen 25 und 44, 25,1 % zwischen 45 und 64, 21,4 % älter als 65. Das Durchschnittsalter beträgt 43 Jahre. Das Verhältnis Frauen zu Männer beträgt 100:89,5, für Menschen älter als 18 Jahre beträgt das Verhältnis 100:85,6.
Das jährliche Durchschnittseinkommen der Haushalte beträgt 60.408 USD, das Durchschnittseinkommen der Familien 69.354 USD. Männer haben ein Durchschnittseinkommen von 44.462 USD, Frauen 33.869 USD. Der Prokopfeinkommen der Stadt beträgt 26.561 USD. 4,1 % der Bevölkerung und 0,8 % der Familien leben unterhalb der Armutsgrenze, davon sind 0,0 % Kinder oder Jugendliche jünger als 18 Jahre und 5,3 % der Menschen sind älter als 65.